# Trebbus

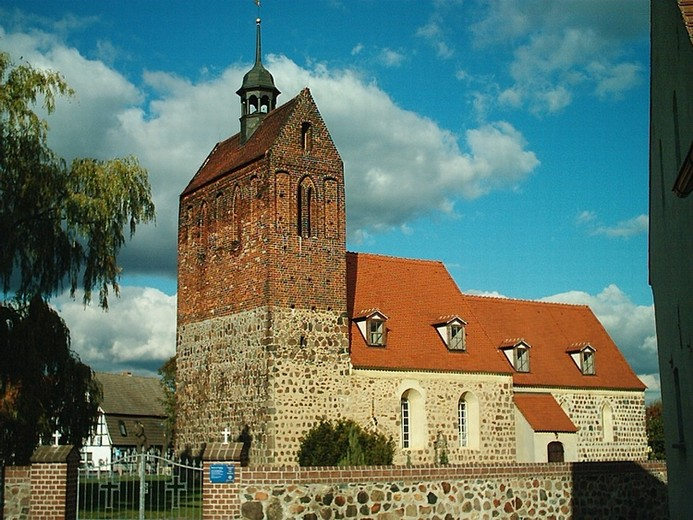
Die Trebbuser Dorfkirche

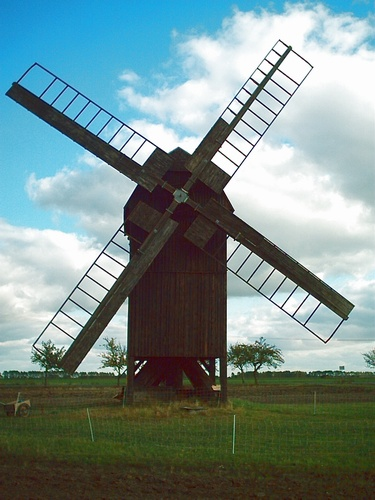
Trebbuser Bockwindmühle

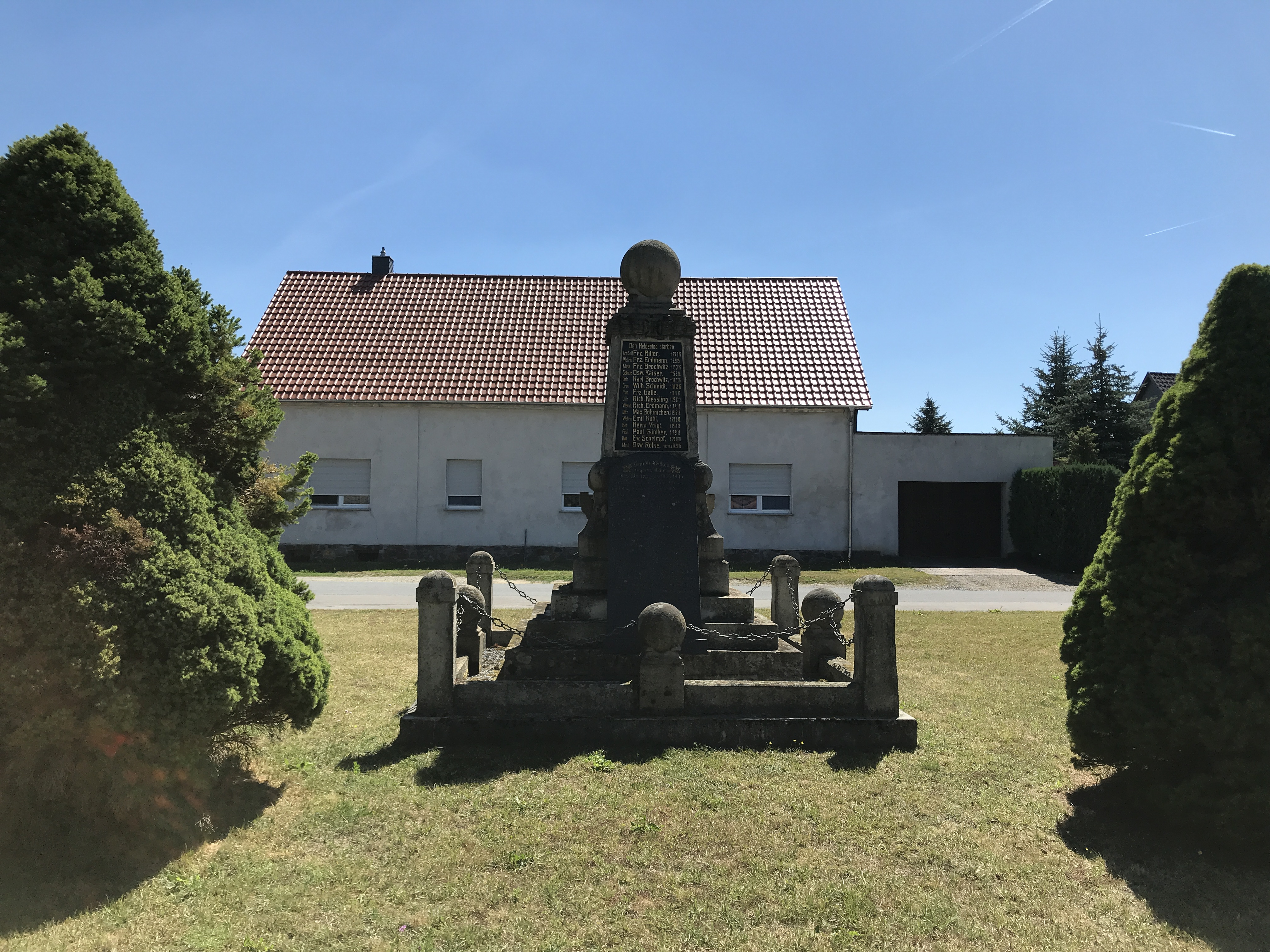
Kriegerdenkmal

Trebbus ist ein Ortsteil der Stadt Doberlug-Kirchhain im Landkreis Elbe-Elster in Brandenburg und zusammen mit dem Ortsteil Lichtena 463 Einwohner (Stand: Dezember 2007). Es gehörte bis zur brandenburgischen Kreisreform im Jahr 1993 zum Kreis Finsterwalde. Mit dem über 1000-jährigen Bestehen gilt Trebbus im Landkreis als eine der ältesten Ortschaften.

## Geschichte und Etymologie
Am 8. August 1004 wurde etwa 1,5 km südöstlich der heutigen Ortsmitte die slawische Siedlung Triebus Civitas in einer Schenkungsurkunde genannt. Der Ortsname kommt aus dem slawischen trebez und bedeutet Rodung. Heinrich der II. stiftete dem Kloster Nienburg an der Saale zwei Gebiete im Norden der Lausitz (...duas nosti inris civitates id est Triebus et Liubocholie. ...cum territoriis suis. … In pago Lusici et in Geronis comitatu sitis... (...zwei uns gehörende Siedlungen (Burgwarde) als da ist Triebus und Liubocholie (Leibchel)... Mit ihren Ländereien... Gelegen im Gau des Gerau... .)) Das heutige Trebbus ist als Angerdorf einst von deutschen Siedlern angelegt worden und befand sich im Besitz Rudolf I. von Sachsen. Die Entstehung der Trebbuser Dorfkirche wird infolge der zum Bau verwendeten Feldsteine in der zweiten Hälfte des 13. Jahrhunderts vermutet.
1329 kam der Ort durch Kauf zum Kloster Dobrilugk und gehörte nach dessen Auflösung durch den protestantischen Kurfürst Johann Friedrich von Sachsen, 1541 zum kursächsischen Amt Dobrilugk. 1546 gab es im Ort 38 Namen, darunter 1 Richter und 8 Gärtner. 1546 wurden 38 Männer auf 35 Hufen gezählt.
Während des Dreißigjährigen Krieges rückten am 8. April 1637 schwedische Truppen unter General Banner von Torgau aus bis nach Kirchhain und Umgebung vor. In Trebbus wurden mehrere Häuser durch Brände zerstört. 1650 wurde im heutigen Trebbuser Gemeindeteil Lichtena eine Bockwindmühle errichtet, die heute unter Denkmalschutz steht.
Am 7. Dezember 1703 zerstörte ein großer Brand mehrere Wohnhäuser, dem auch das Pfarrhaus mit seinem Archiv zum Opfer fiel. 1723 gab es im Ort 29 Hüfner, 8 Gärtner und 1 Häusler und am 31. Januar 1813 sind 18 Häuser, einschließlich der Wohnung des Lehrers, abgebrannt. Außerdem ist für das gleiche Jahr ein Dorfsiegel belegt. Nach der Teilung Sachsens kam der Ort 1815 in preußische Hand und gehörte zum preußischen Rentamt Dobrilugk. Im Jahre 1818 gab es auf der Trebbuser Gemarkung vier Windmühlen. 1864 waren von diesen noch drei vorhanden und 1881 wurde am Ortseingang die Bockwindmühle erbaut, die heute das örtliche Mühlenmuseum beherbergt.
1900 hatte Trebbus eine Gemarkungsgröße von 754 ha.
Aus dem Ersten Weltkrieg kehrten 15 Männer aus Trebbus nicht mehr heim. Ihnen zu Ehren wurde 1920 ein Denkmal errichtet. Im Zweiten Weltkrieg fielen 35 Männer bzw. werden seit dem vermisst. Ihre Namen finden sich auf einer Gedenktafel.
Am 1. November 1948 bewirtschafteten 65 Betriebe die landwirtschaftliche Nutzfläche des Ortes, die damals eine Größe von 809,29 ha hatte.
Am 1. September 1967 erfolgte in Trebbus die Einrichtung einer 10-klassigen polytechnischen Oberschule und am 12. Oktober 1969 erfolgte nach vielen Eigenleistungen von Handwerkern die Einweihung der Bockwindmühle als technisches Denkmal.
In Vorbereitung der 975-Jahr-Feier 1979 entstand an der Stelle des alten abgetragenen Feuerwehrgerätehauses eine Freilichtbühne. Der Saal der Gaststätte Hunger war nach zehnjähriger Schließung renoviert worden und es konnte am 31. August eine Festveranstaltung im vollbesetzten Saal stattfinden. Am 1. September gab es ein Mühlenfest und am 2. September einen historischen Festumzug. Die Feierlichkeiten klangen mit einem Feuerwerk am Überberg aus.
Im Juni 1992 erwarb der Sufischeich Abdullah Halis Dornbrach das Grundstück der ehemaligen Gaststätte Drößigk, um es zu einer Tekke, einem islamischen Sufi-Kloster, auszubauen.
Trebbus wurde am 26. Oktober 2003 nach Doberlug-Kirchhain eingemeindet.

## Kultur und Sehenswürdigkeiten
- Trebbuser Bockwindmühle
- Dorfkirche
- Kriegerdenkmal

## Sage von Trebbus
Eine Sage erzählt, dass im Dorf ein Schatz von unermesslichem Reichtum vergraben sein soll. Den Schatz findet nur derjenige, der dreimal um das  Alte Dorf  läuft, ohne einmal Atem zu holen.